# Octomeria fibrifera
Octomeria fibrifera är en orkidéart som beskrevs av Rudolf Schlechter. Octomeria fibrifera ingår i släktet Octomeria och familjen orkidéer. Inga underarter finns listade i Catalogue of Life.